# Iwafune, Niigata
Iwafune (岩船郡 Iwafune-gun) là huyện thuộc tỉnh Niigata, Nhật Bản. Tính đến ngày 1 tháng 10 năm 2020, dân số ước tính của huyện là 5.497 người và mật độ dân số là 18 người/km2. Tổng diện tích của huyện là 309,4 km2.